# Mnevis
| U7 · D21 | G36 · D21 | E1 |

| U7 · D21 | G36 · D21 | E1 |

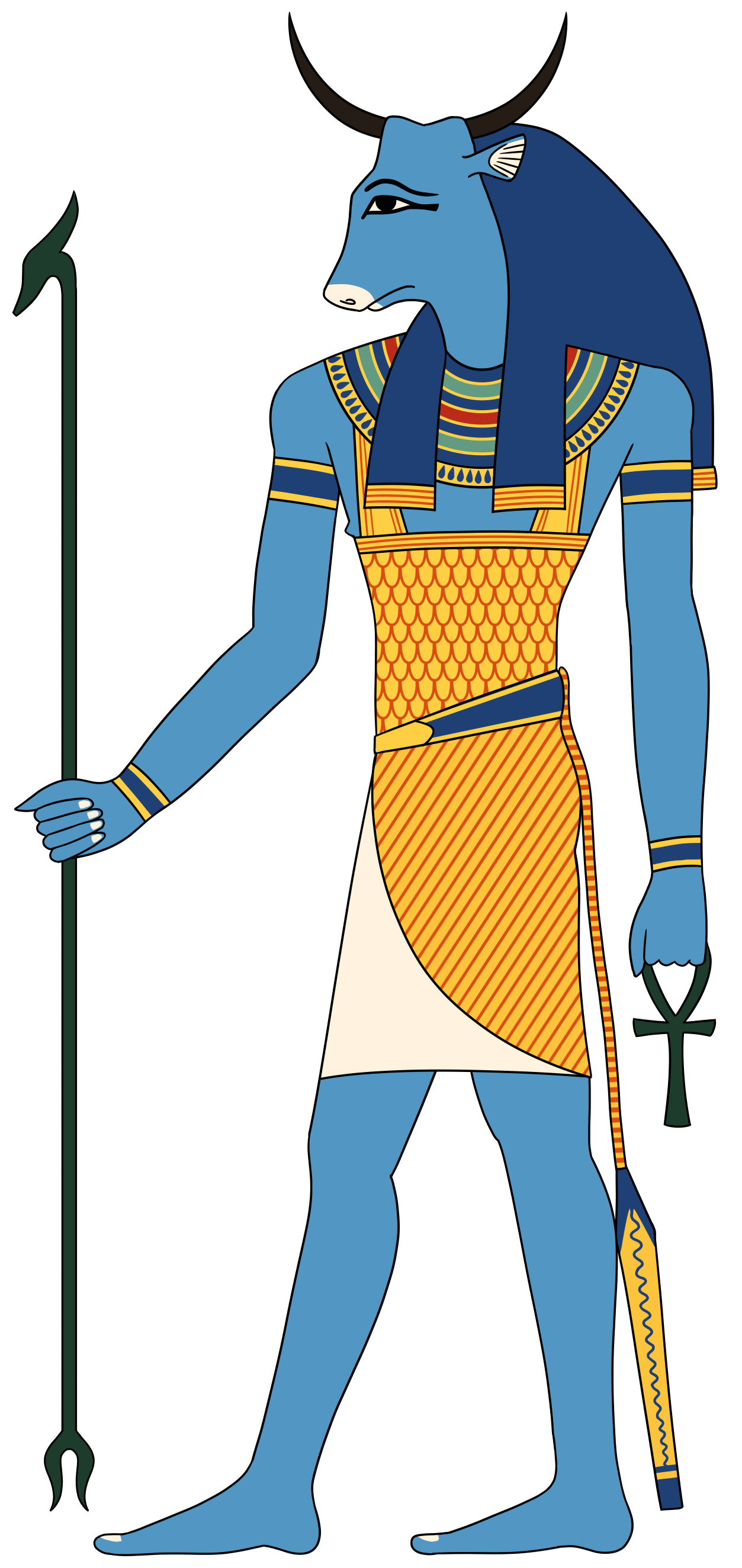
Representación de Mnevis

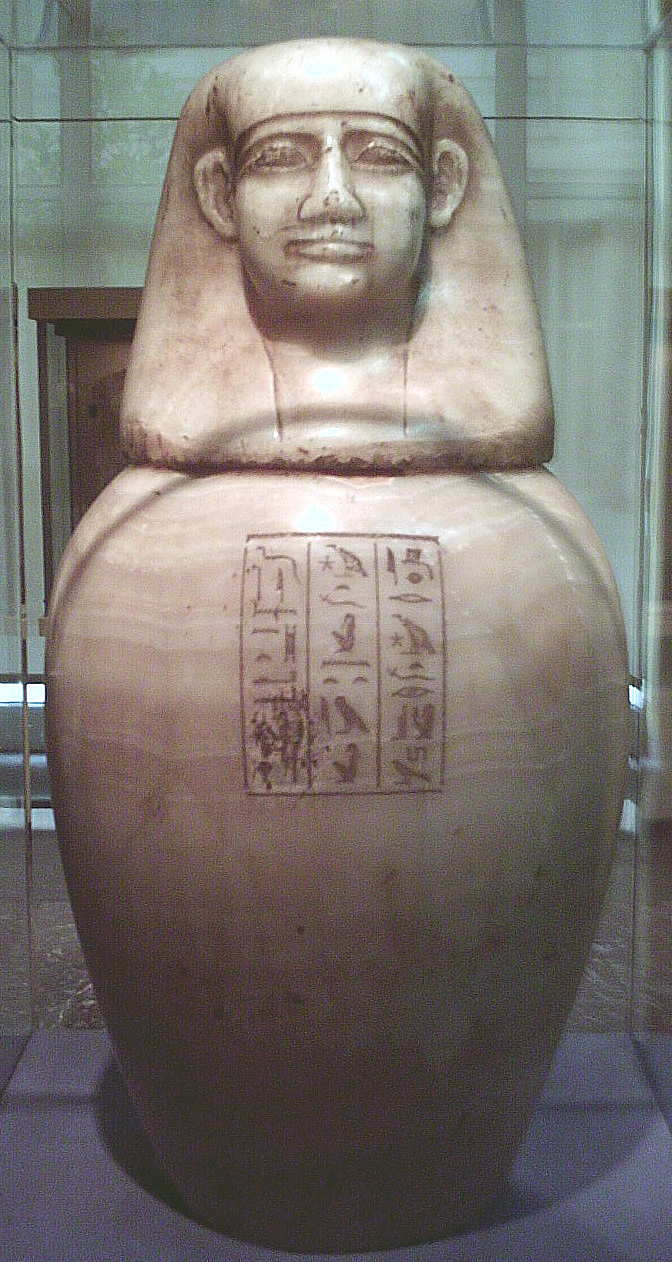
Vaso canopo de Mnevis que albergaba las vísceras del dios-toro, en el Museo Arqueológico Nacional de Madrid.

Mnevis (transliteración: Mr-wr, llamado Merur por los egipcios) es el nombre griego del toro sagrado del Antiguo Egipto, encarnación terrenal del dios Ra y mediador del dios Atum. Era seleccionado por los sacerdotes de acuerdo con criterios muy estrictos (como tener pelaje negro), venerado en el templo de Ra en Heliópolis, momificado y enterrado en una necrópolis a él dedicada.
La primera citación de Mnevis es en las estelas de Ajenatón del período amarniense, donde se menciona la construcción de una tumba para el toro, pero su origen parece ser muy anterior. Probablemente fuera un vestigio del sacrificio que hacían los reyes después de un período de reinado, al ser vistos como los hijos de Bat o Hathor, la antigua diosa-vaca de los primitivos cultos solares. Por eso, fue visto más tarde, como un símbolo del dios del sol, Ra.
Igual que el toro Apis, era una divinidad de la agricultura. Claudio Eliano, en el siglo III, identificaba a Mnevis como consagrado al sol, mientras que el Apis de Menfis lo estaba a la luna. Mnevis se representaba en los muros de los templos y las tumbas en forma de toro portando un disco solar (de su madre Hathor) y un uraeus entre los cuernos. 
Se seleccionaba en la zona un toro vivo con una serie de características y era llevado a un templo especial, donde era adorado y su movimiento era utilizado como oráculo. Además de ser un toro negro, los sacerdotes le señalaban, como seña de identidad, con espigas en el cuerpo y el rabo. Tenía a su disposición un rebaño sagrado.
El suelo fértil del Nilo era tan negro que la palabra para el negro (Jem=Khem) se convirtió en la palabra egipcia para Egipto. Los toros de la región de Heliópolis solían tener una gradación de color negro y el toro que se seleccionaba para ser el Mnevis era, tradicionalmente, completamente negro, con lo que se le conocía como Kemwer, lo que significaba gran negro. Cuando no se podía encontrar un toro completamente negro, elegían uno que, por contraste, fuese completamente blanco.
Con el tiempo, se llegó a identificar como otra forma del cada vez más popular Apis, que se había convertido en un aspecto de Osiris, cuando su culto llegó a ser prominente.

## Toros sagrados del Antiguo Egipto
- Apis, asimilado a (Ptah);
- Bujis, ka de Montu;
- Mnevis, encarnación de Ra;
- Onufis (mencionado por Eliano).